# Heilig Hartbeeld (Millingen aan de Rijn)
Het Heilig Hartbeeld is een standbeeld in de Nederlandse plaats Millingen aan de Rijn, in de provincie Gelderland.

## Achtergrond
Lambertus van Boxmeer (1874-1933), pastoor van de Sint-Antonius van Paduakerk, nam het initiatief voor de plaatsing van een Heilig Hartbeeld in Millingen. Het beeld werd gemaakt in het Stratumse atelier van beeldhouwer Jan Custers. Het Hartbeeld werd op Hemelvaartsdag 25 mei 1922 onthuld en ingezegend. Het beeld stond tot 1959 op een gebeeldhouwde sokkel op de splitsing van Heerbaan en Eijckelhofstraat. Het is verplaatst naar het gazon voor de pastorie aan de Heerbaan, waar het een nieuwe sokkel kreeg. 
De kerk werd in 2000 als rijksmonument in het Monumentenregister ingeschreven, onder meer vanwege de ensemblewaarde "in relatie met de omringende bebouwing van het r.k. parochiecomplex (pastorie, kosterswoning, kerktoiletten, H. Hartbeeld, begraafplaats)". Het Hartbeeld is in 2007 gerestaureerd.

## Beschrijving
Het natuurstenen beeld toont Christus staande op een halve (wereld)bol, met zijn beide handen geheven. Hij is gekleed in een gedrapeerd gewaad en omhangen met een mantel. Op zijn borst is het Heilig Hart afgebeeld, omgeven door een doornenkroon. In de voet van het beeld staat aan de achterzijde de signatuur van Custers en aan de voorzijde de tekst 

KOMT ALLEN TOT MIJ

Het beeld staat op zich verjongende hardstenen sokkel.

## Afbeeldingen

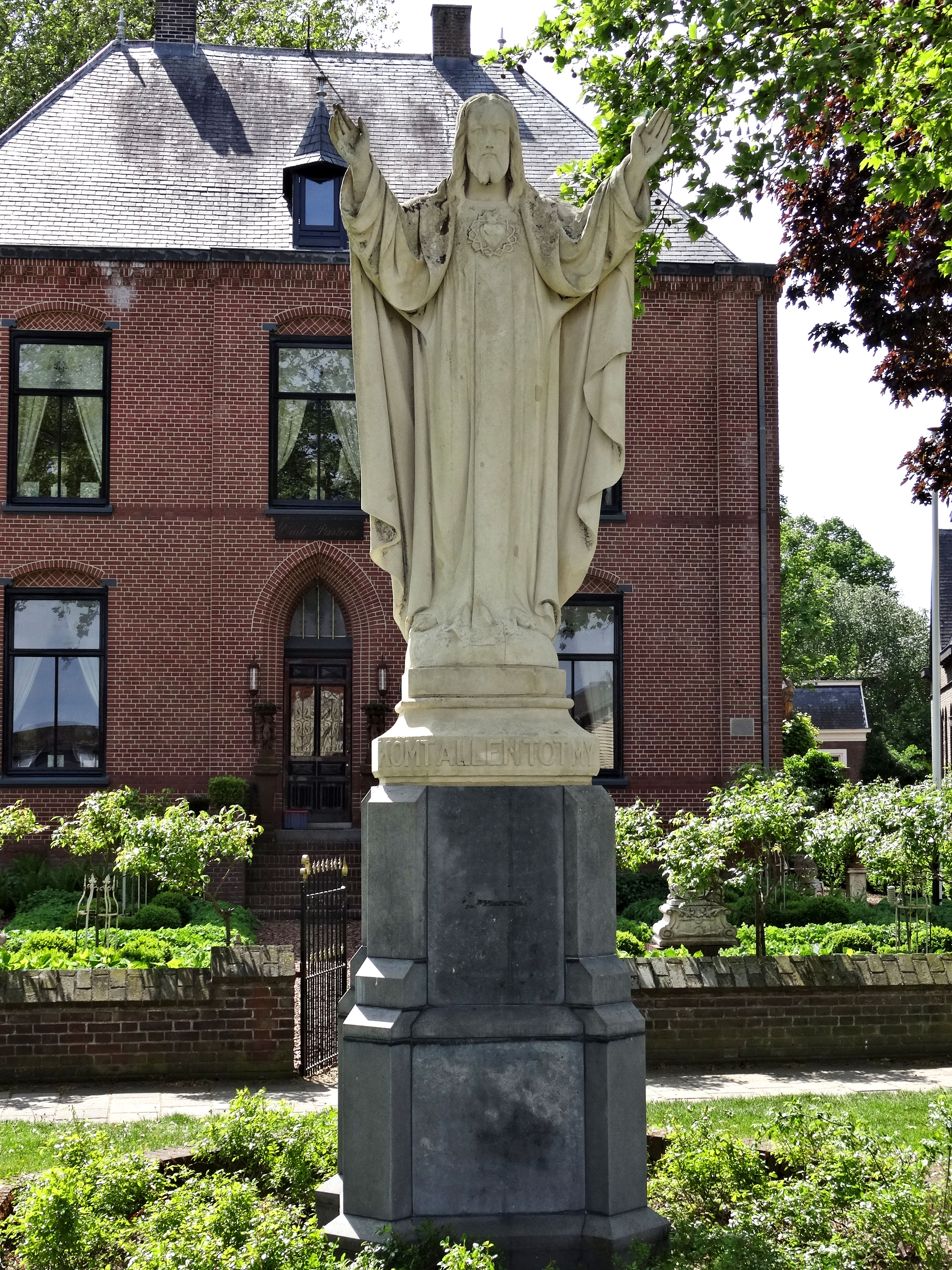
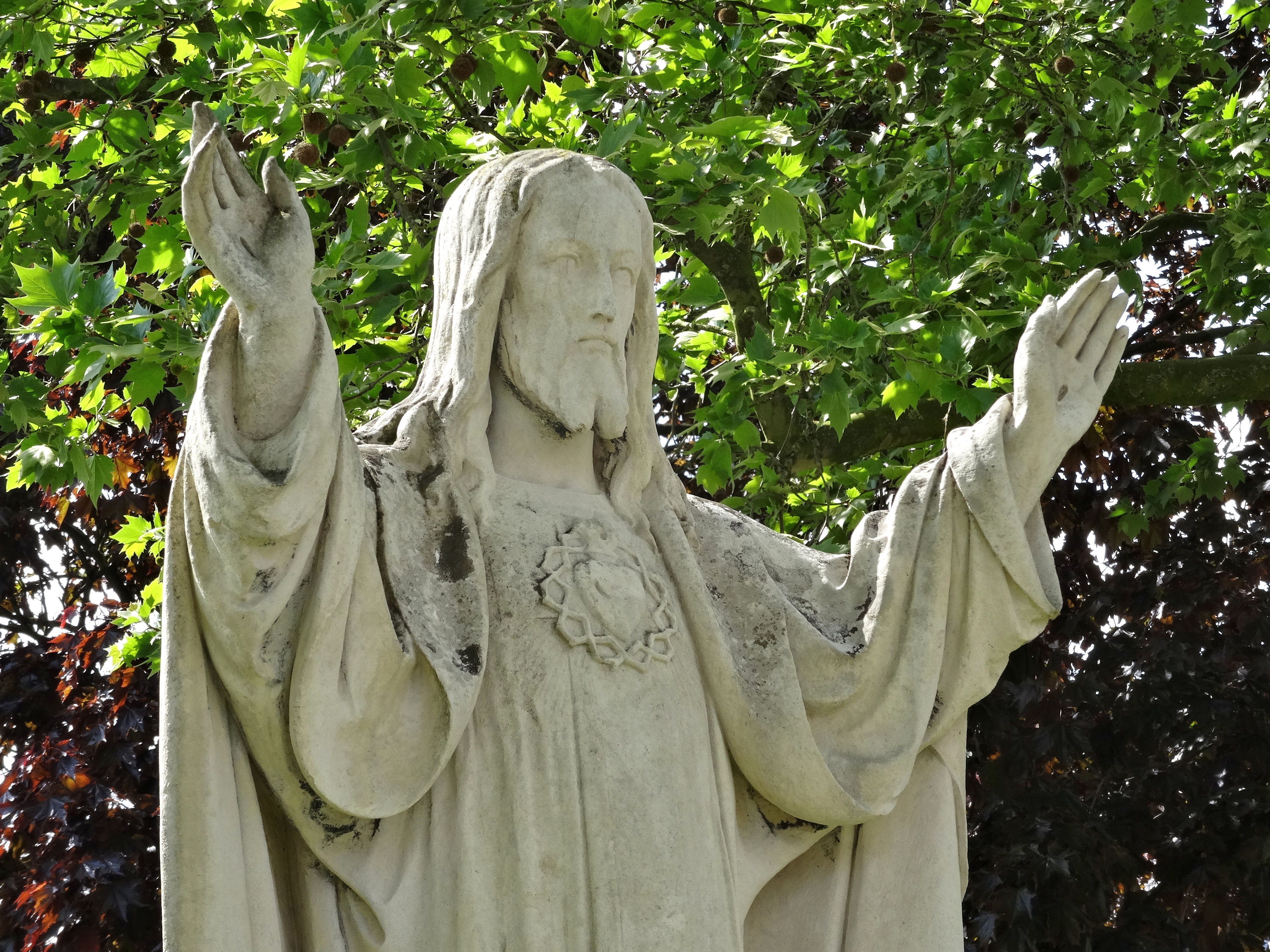
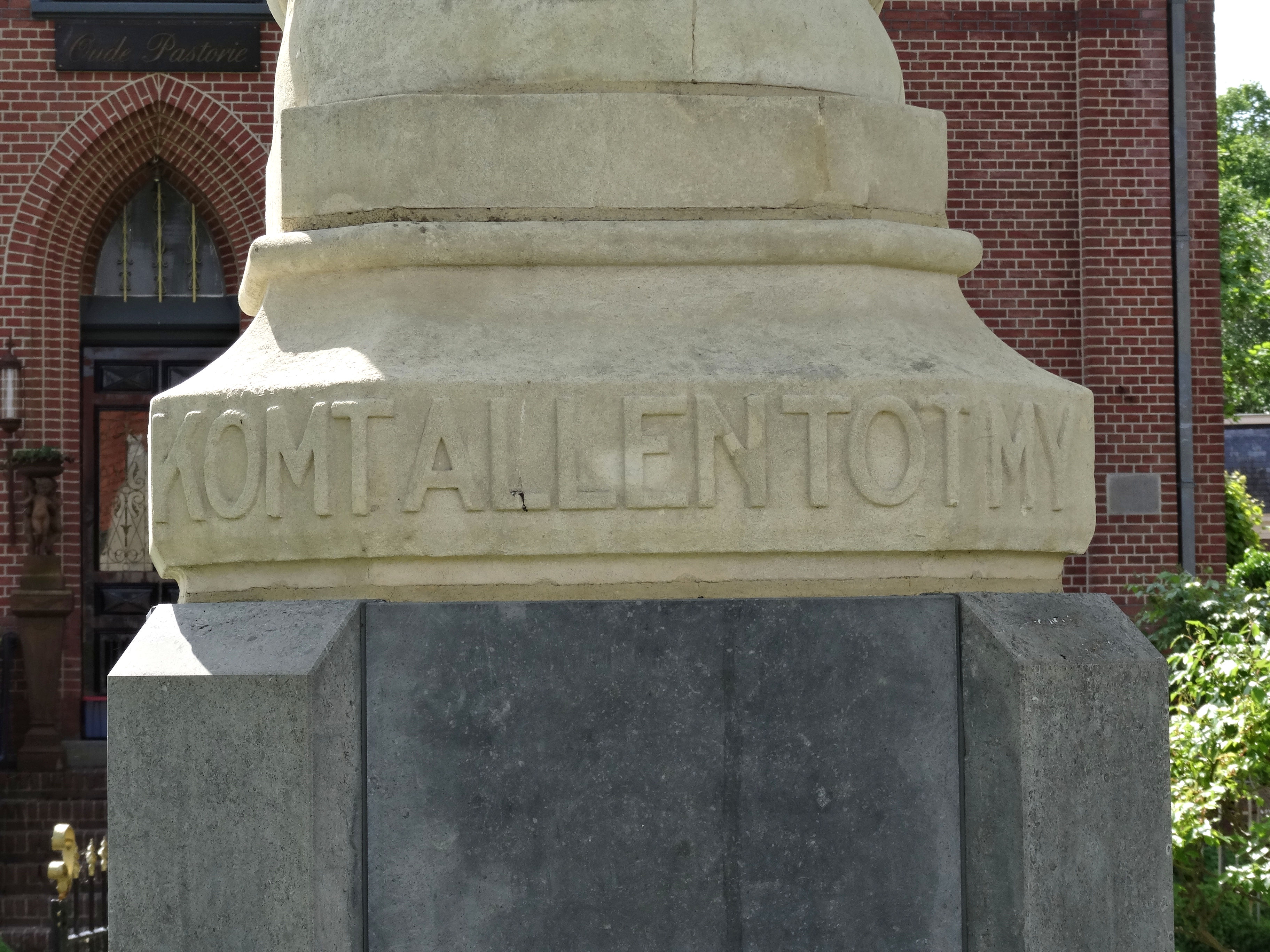
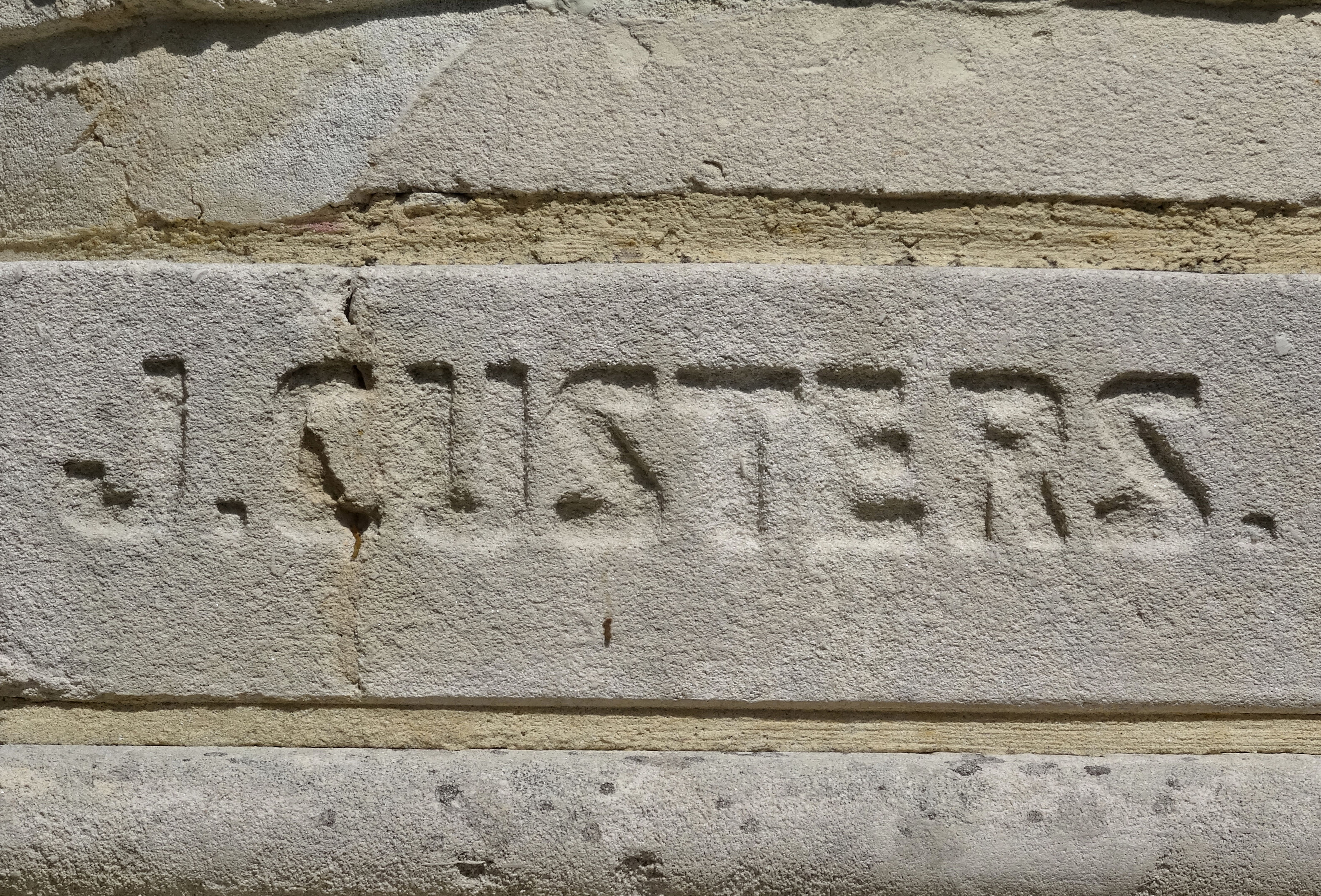